# Шкапский, Михаил Андреевич
Михаил Андреевич Шкапский (1754—1815) — российский командир эпохи наполеоновских войн, генерал-майор Русской императорской армии.

## Биография
Михаил Шкапский родился в 1754 году; происходил, согласно архивам, из «обер-офицерских детей Московской губернии».
Ещё юношей был записан нижним чином в конный эскадрон Московского легиона, 22 марта 1770 года перешёл в Сибирский драгунский полк в качестве подпрапорщика, и в том же году 4 августа Шкапский был произведён в сержанты.
Принимал участие в Крестьянской войне под предводительством Емельяна Пугачёва.
В 1776 году был переведён в Кабардинский пехотный полк с которым воевал с горцами за рекой Кубанью и 21 апреля 1778 года получил погоны прапорщика.
1 марта 1784 года Шкапский был переведён во Владимирский пехотный полк с которым сражался с горцами и турками на Кавказе в 1787—1791 гг. и отличился при штурме Анапы. Его отвага была отмечена командованием орденом Святого Владимира 4-й степени с бантом.
Принимал участие в Русско-турецкой войне 1787—1791 гг. и польских событиях 1794 года и Швейцарском походе Александра Суворова в ходе которого, сражаясь в корпусе генерал-лейтенанта А. М. Римского-Корсакова, был дважды ранен и был произведён за доблесть в подполковники.
26 ноября 1803 года Шкапский был удостоен Ордена Святого Георгия 4-го класса.
Сражался в войнах третьей и четвёртой коалиций; был в них ранен и произведён в полковники.
Будучи в составе Дунайской армии принял участие в Русско-турецкая война 1806—1812 гг. и за храбрость в бою под Рущуком был 18 июля 1811 года удостоен чина генерал-майора.

После вторжения армии Наполеона в пределы Российской империи Шкапский принял активное участие в Отечественной войне 1812 года, сражался со своим полком в ряде сражений этой войны и был за что награждён 20 марта 1813 года орденом Святого Георгия 3-го класса № 278
В воздаяние отличнаго мужества и храбрости, оказанных в сражениях при преследовании французских войск с 25-го октября по 13-е ноября 1812 года.
После изгнания врага с родной земли, Шкапский принял участие в заграничном походе русской армии, где сражался с французами при Люблине, Бреслау, бою на реке Кацбах и битве народов.
По окончании боевых действий принял командование 2-й бригадой 22-й пехотной дивизии.
Михаил Андреевич Шкапский умер 10 июля 1815 года.